# Intel 80386
Intel 80386, cunoscut și ca Intel386, i386 sau 386, este un microprocesor utilizat ca unitate centrală  de procesare (în engleză central processing unit, sau ca acronim CPU) la majoritatea calculatoarelor personale produse între anii 1986–1994.
Intel 80386 este a treia generație de procesoare din gama x86. A fost proiectat și fabricat de către compania americană Intel începând din anul 1985.

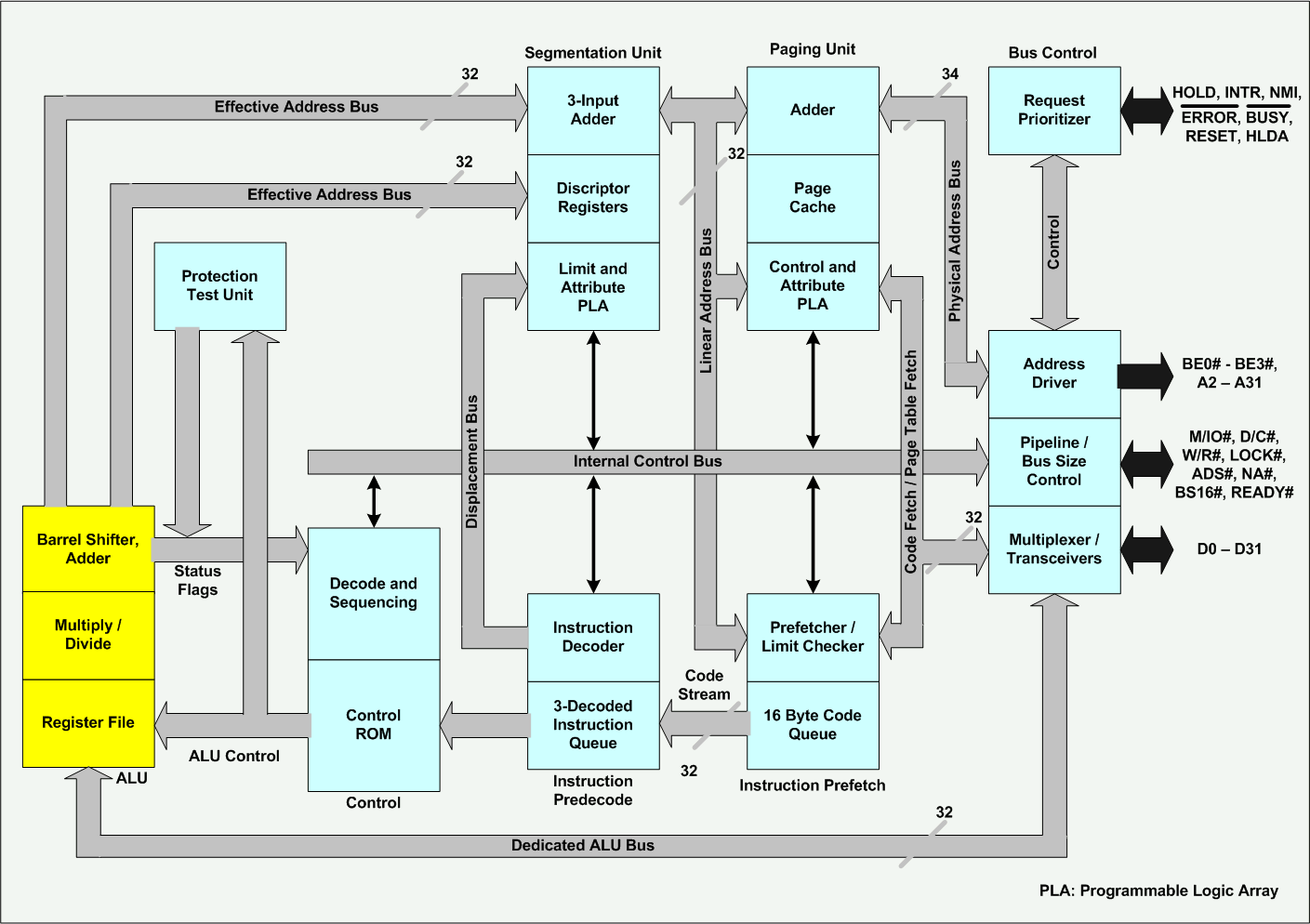
Schema bloc Dx386